# Granica bułgarsko-rumuńska
Granica bułgarsko-rumuńska – granica państwowa, pomiędzy Rumunią oraz Bułgarią, istniejąca od uzyskania niepodległości przez Bułgarię i Rumunię w roku 1878. 

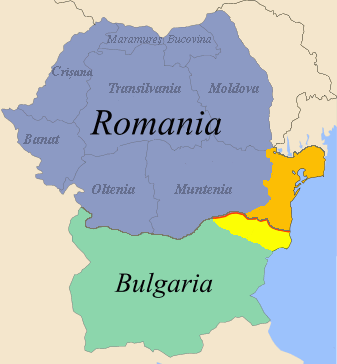
Rumunia i Bułgaria oraz lądowa granica na obszarze Dobrudży

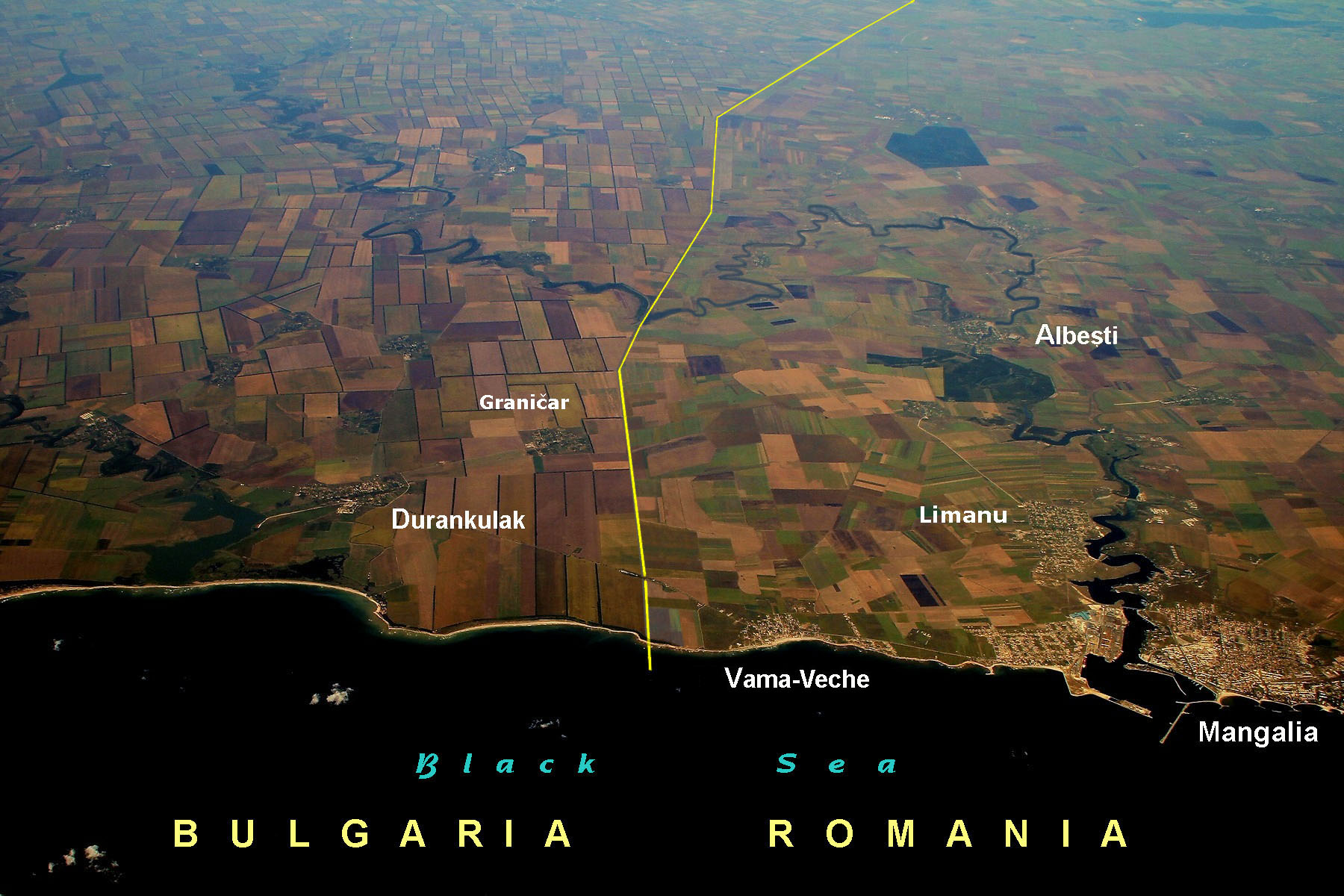
Granica bułgarsko-rumuńska z lotu ptaka

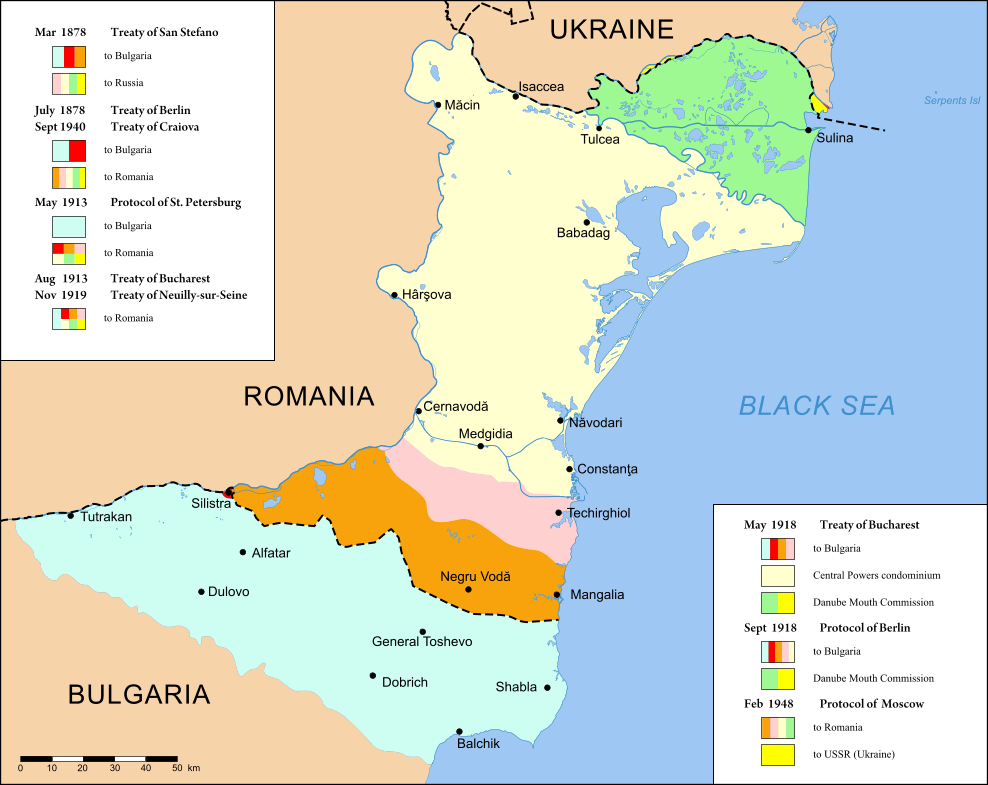
Zmiany przynależności państwowej Dobrudży od XIX wieku

## Kształtowanie się granicy
Granica powstała w 1878 na kongresie berlińskim. Od obecnej różniła się odcinkiem lądowym, gdyż część Dobrudży pozostawała pod kontrolą osmańską. W 1913 roku Rumunia zajęła ten obszar. Odcinek linearny biegł wówczas pomiędzy bułgarskimi miastami Ruse i Warna. Rumuni utrzymali kontrolę do maja 1918, a odzyskali w listopadzie 1919 i kontrolowali do września 1940 roku. Po zakończeniu II wojny światowej granica nie uległa już zmianie.

## Przebieg granicy
Granica biegnie na prawie całej długości wzdłuż rzeki Dunaj, od miasteczka Bregova (BGR), aż do Silistry (BGR) i Călărași (ROU). Następnie rzeka Dunaj skręca na północ, a granica biegnie dalej na południowy wschód i osiąga wybrzeże Morza Czarnego pomiędzy Szabłą (BGR) i Mangalią (ROU).